# The Spectacular Now
The Spectacular Now è un film del 2013 diretto da James Ponsoldt. È basato sull'omonimo romanzo di Tim Tharp, pubblicato nel 2008.

## Trama
Sutter Keely è un affascinante e popolare diciottenne che ha trascorso il suo ultimo anno del liceo a festeggiare e bere alcolici. Quando la sua ragazza (Cassidy) lo lascia, Sutter torna a casa e scrive nella sua domanda di ammissione al college che la più grande difficoltà della sua vita è stata essere scaricato da lei. Dopodiché esce e si ubriaca. La mattina dopo viene svegliato su un prato da Aimee Finecky, una ragazza del suo anno; il giorno successivo le chiede di fargli ripetizioni di geometria. Viene poi a sapere che è una ragazza intelligente, divertente, appassionata di fantascienza e fumetti. Sutter torna a casa e cancella quanto aveva scritto nella domanda di ammissione del college. In seguito porta Aimee ad una festa; lei gli confessa di non essersi mai ubriacata prima, di non aver mai avuto un ragazzo e di non poter andare al college perché deve prendersi cura della madre. Sutter le dice che non è responsabile per sua madre e la bacia.
La mattina dopo, Sutter si sveglia con i postumi di una sbornia e si rende conto di aver chiesto ad Aimee di andare al ballo di fine anno. Evita Aimee durante la scuola e quella notte va a casa di Cassidy, ma lei gli dice che non hanno futuro insieme e gli chiede di andarsene. Dopo che l'amica di Aimee avverte Sutter di non ferire Aimee, Sutter porta Aimee a cena a casa di sua sorella Holly, dove Aimee parla della morte di suo padre per overdose di oppiacei e del suo sogno di un matrimonio perfetto. La relazione di Sutter e Aimee diventa più seria e alla fine fanno sesso. In seguito, Sutter confessa che sua madre Sara ha cacciato suo padre Tommy quando era bambino e ha proibito a Sutter di vederlo, e la coppia fa un patto per tenere testa alle loro madri.
La sera del ballo di fine anno, Sutter regala ad Aimee una fiaschetta in modo che possano bere insieme. Dopo il ballo, lei gli dice che andrà al college a Filadelfia vicino a sua sorella. Chiede a Sutter di venire con lei e andare al college e lui accetta con esitazione. Sutter ottiene il numero di telefono di suo padre da Holly e organizza un incontro per assistere a una partita di baseball, portando Aimee con sé. Il padre (Tommy) ammette di aver dimenticato i loro piani e invece li porta in un bar locale. Durante la serata Tommy va a prendere una donna, chiede a Sutter di ritirare il conto e di incontrarlo al suo motel. Ma quando non riesce ad arrivare, lo trovano di nuovo al bar a bere con i suoi amici. Sutter e Aimee se ne vanno, con il cuore spezzato. Aimee tenta di confortare Sutter e dice che lo ama, ma Sutter, arrabbiato e ubriaco, la aggredisce. Aimee, piangendo e non prestando attenzione alla strada, viene colpita da un'auto di passaggio. Il braccio di Aimee è rotto, ma perdona Sutter per l'incidente. 
Dopo la cerimonia di diploma, Sutter si rifiuta di bere con Aimee e parla con Cassidy, che gli dice che si trasferirà in California con il suo nuovo ragazzo. Più tardi, il capo di Sutter gli dice che può permettersi di mantenere un solo dipendente e che vorrebbe mantenerlo, ma solo se non continua a lavorare ubriaco. Incapace di garantire la sua sobrietà, Sutter si licenzia.
Sutter non va all’appuntamento per partire per Filadelfia con Aimee, che lo sta aspettando all'autobus, lasciandole il cuore spezzato. Si ubriaca in un bar, torna a casa e, dopo una discussione con la madre, rivaluta la sua vita e completa la sua domanda di iscrizione al college, nonostante abbia mancato il termine per la presentazione. Confessa che la sua più grande difficoltà è se stesso. Guida fino a Filadelfia e trova Aimee mentre sta uscendo da una lezione. Incrociano lo sguardo, e Aimee sorride timidamente.